# John Bunyan
John Bunyan (Elstow, 28 de noviembre de 1628-Londres, 31 de agosto de 1688) fue un escritor y predicador inglés famoso por su novela El progreso del peregrino.

## Biografía

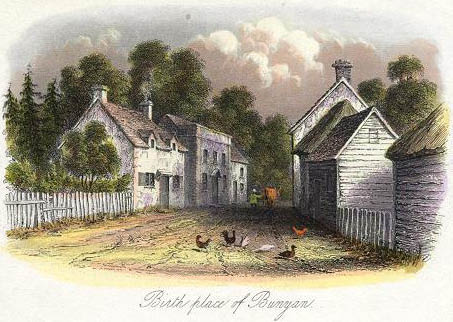
Pueblo natal de Bunyan.

John Bunyan nació en Elstow en 1628. Era hijo de un calderero de Bedfordshire. Recibió muy poca educación; asistió a la escuela primaria, donde aprendió a leer y a escribir. Sirvió en el ejército republicano del Parlamento en Newport Pagnell durante la primera guerra civil inglesa, desde 1644 hasta 1647. En 1649 se casó con una mujer pietista cuya dote fueron dos libros: El camino sencillo a cielo (Plain Man's Pathway to Heaven) del puritano Arthur Dent y La práctica de la piedad (Practice of Piety) de Lewis Bayly. Estas obras influyeron en la decisión de Bunyan de seguir una vida religiosa. Vivió en Elstow hasta 1655, fecha en la que murió su esposa. Se trasladó a Bedfordshire donde se casó de nuevo en 1659.
En su libro autobiográfico Grace Abounding, Bunyan se describía a sí mismo como un hombre con una vida de juventud de abandono aunque no existen evidencias de que esto fuera así, más allá de blasfemar o bailar. En particular, le obsesionaba la curiosidad por el "pecado imperdonable," y la creencia de que ya lo había cometido. Continuamente oía voces que lo instaban a "vender a Cristo," y era torturado por temibles visiones. Tras diversos conflictos espirituales se convirtió en un creyente seguro y entusiasta. Fue bautizado en 1653 en el río Great Ouse y se unió a la Congregación Independiente de Bedford. En 1655 se convirtió en diácono y empezó a predicar en los alrededores de Bedford, con gran éxito desde el primer momento.
El retrato que hizo su amigo Robert White, que ha sido reproducido a menudo, muestra el atractivo de su verdadero carácter. Era alto, pelirrojo, de nariz prominente, una boca bastante grande y con ojos brillantes.
Bunyan discrepaba ferozmente con las enseñanzas de la Sociedad Religiosa de los Amigos e intervino en debates escritos durante los años 1656-1657 con algunos de sus líderes. Bunyan publicó Some Gospel Truths Opened en la que atacaba a las creencias cuáqueras. El cuáquero Edward Burrough respondió con The True Faith of the Gospel of Peace (La verdadera fe del evangelio de paz). Bunyan contraatacó el panfleto de Burrough con A Vindication of Some Gospel Truths Opened (El inicio de una vindicación de ciertas verdades evangélicas), que a su vez obtuvo réplica de Burrough: Truth (the Strongest of All) Witnessed Forth (La verdad (la fortísima) testificada). Más tarde, el líder cuáquero George Fox saltó a la palestra publicando una refutación del ensayo de Bunyan en su The Great Mystery of the Great Whore Unfolded (La manifestación del gran misterio de la gran ramera).

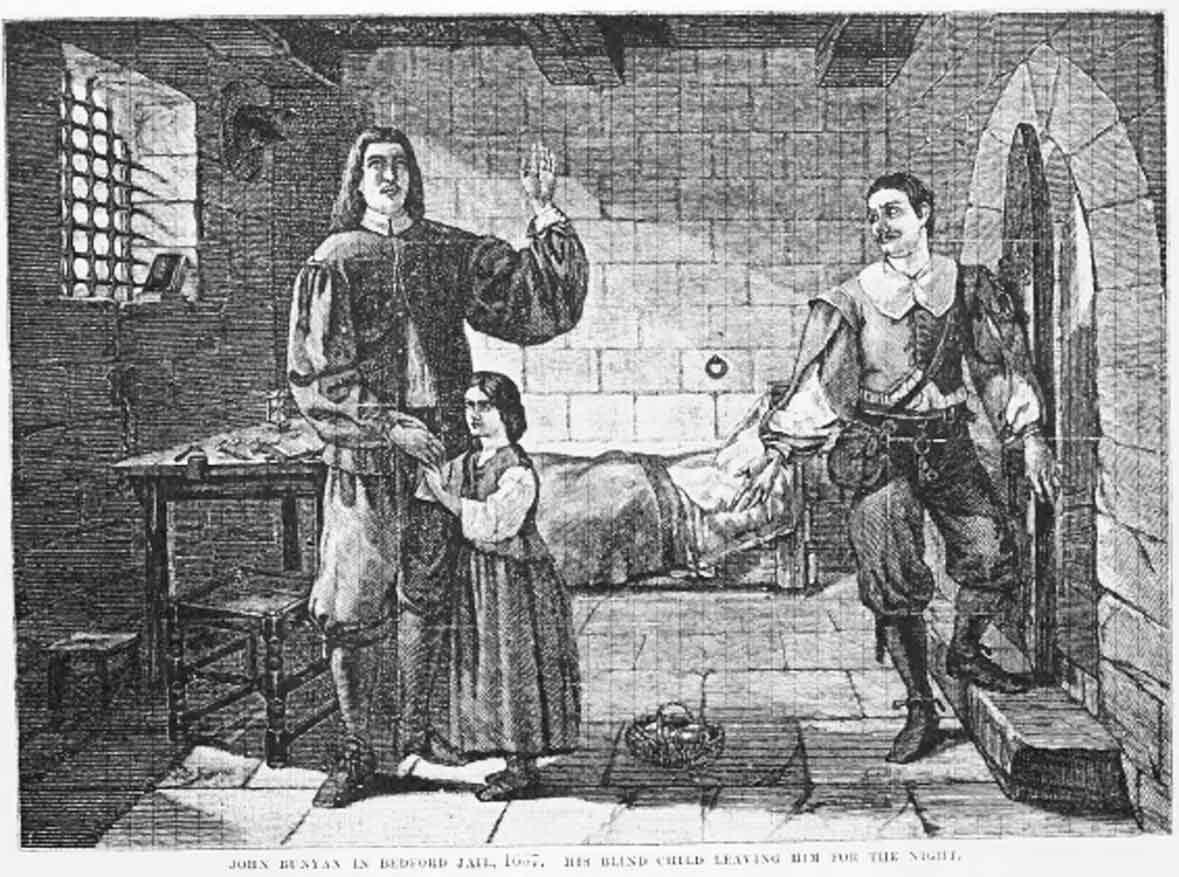
Bunyan en prisión.

En 1658, Bunyan fue detenido por predicar sin licencia. Sin embargo continuaba predicando y no fue encarcelado hasta noviembre de 1660, llevándole a la prisión del condado, en Silver Streer, Bedford. Estuvo encerrado durante tres meses, pero al negarse a dejar de predicar, su confinamiento se extendió durante un periodo de cerca de doce años (con la excepción de unas pocas semanas en 1666), hasta enero de 1672, cuando Carlos II proclamó la Declaración de Indulgencia.

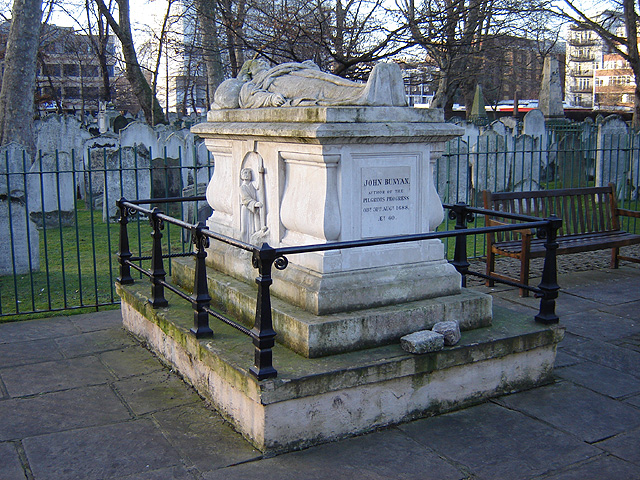
Tumba de John Bunyan, Bunhill Fields, City Road, Londres. (enero de 2006).

Ese mismo mes se convirtió en pastor de la iglesia de Bedford.
En 1673 publicó su Differences in Judgement about Water-Baptism n, en el que rechazaba hacer del bautismo "un ídolo" para despreciar a otros cristianos.
Kiffin y Paul publicaron una respuesta en Serious Reflections (Londres, 1673), en la que argumentaron a favor de la restricción de la Cena del Señor a aquellos creyentes bautizados, y recibieron el apoyo de Henry Danvers en su Treatise of Baptism (Londres, 1673 o 1674). Como resultado de esta controversia, dejaron abierta la cuestión de la comunión con los no bautizados. La iglesia de Bunyan admitía el bautismo en la infancia.
En marzo de 1675 fue encarcelado de nuevo por predicar, pues Carlos II retiró su Declaración de Indulgencia. Esta vez, su prisión fue el calabozo municipal de Bedford, en el Puente de piedra sobre el río Ouse. La orden de detención original, descubierta en 1887, está publicada en facsímil por Rush and Warwick, Londres. Lo liberaron al cabo de seis meses y, debido a su gran popularidad, no volvieron a molestarlo.
En un viaje a Londres cogió un fuerte resfriado por quedarse mojado y murió como resultado de una fiebre en la casa de un amigo en Snow Hill el 31 de agosto de 1688. Su tumba se encuentra en el cementerio de Bunhill Fields en Londres.

## Reconocimientos
Pese a haber sido un bautista reformado, en la Iglesia de Inglaterra es recordado con un festival el 30 de agosto y en el calendario litúrgico de la Iglesia Episcopal el 29 de agosto.

## Obras
Bunyan fue un predicador muy popular así como un autor prolífico, aunque la mayor parte de sus obras consistan en sermones ampliados. Teológicamente, era puritano, pero no había nada pesimista en él. No era un erudito, excepto de la Biblia del Rey Jaime, pues conocía muy bien las Escrituras. También influyó en él la obra de Martín Lutero: Comentario sobre la Epístola a los gálatas, en la traducción de 1575.
- Grace Abounding to the chief of sinners (1666).

Gracia abundante al primero de los pecadores
Se trata de una "conmovedora autobiografía espiritual" (Ifor Evans). Este libro revela la vida interior de Bunyan, los distintos incidentes que llevaron a su conversión.
Es muy prolija y, aun tratando toda ella sobre el propio Bunyan, parecería intolerablemente egoísta si no fuera porque su motivo al escribirla era simplemente exaltar el concepto cristiano de la gracia y confortar a aquellos que pasaran por experiencias parecidas a la suya.
- El progreso del peregrino (1678-1684).

Bunyan escribió El progreso del peregrino en dos partes, la primera de las cuales se publicó en Londres en 1678, y la segunda en 1684. Comenzó el trabajo en su primer periodo de encarcelamiento, y probablemente lo terminó durante el segundo. La edición más temprana de las dos partes en un solo volumen data de 1728. Una tercera parte, atribuida falsamente a Bunyan, apareció en 1693, y continuó editándose hasta 1852. Su título completo es The Pilgrim's Progress from This World to That Which Is to Come. (El progreso del peregrino desde este mundo al otro que está por llegar).
Bunyan tiene la distinción de haber escrito, en El progreso del peregrino, probablemente el libro más leído en lengua inglesa. El encanto de esta obra, que le da tan amplia aceptación, radica en el interés de una historia en la que la intensa imaginación del escritor crea personajes, incidentes, y escenas reales como la vida misma, conocidas de sus lectores, con toques de ternura y pintoresco humor, explosiones de elocuencia conmovedora, y todo escrito en un inglés puro e idiomático.
Ifor Evans considera que "Bunyan está dotado de una gran capacidad para el detalle y la anécdota, para la descripción del ambiente y para la creación de diálogos; en su alegoría lo combinaría todo, de tal manera que su narrativa, a pesar de la significación espiritual, se convierte en un relato realista, contemporáneo del autor y auténtico".
Hay varias colecciones notables de El progreso del peregrino, por ejemplo, en el Museo Británico y en la Biblioteca Pública de Nueva York, reunidas por James Lenox.
El progreso del peregrino es sin duda una de las más conocidas alegorías, y ha sido muy traducida a otros idiomas. Los misioneros protestantes normalmente era lo primero que traducían, después de la Biblia.
- The Life and Death of Mr. Badman (1680).

La vida y la muerte del señor Hombre-malo
Se trata de una biografía imaginaria. Ifor Evans considera que es una obra tan impresionante como El progreso del peregrino, aunque menos conocida, "el complemento de la historia del buen peregrino".
- The Holy War (1682).

La guerra santa
Se trata de una extensa alegoría.
Bunyan escribió cerca de sesenta libros y tratados, de los cuales The Holy War sigue a El progreso del peregrino en popularidad, mientras que Grace Abounding es una de las más interesantes biografías que existen.
The City of Destruction (La ciudad de la destrucción) era el nombre que Bunyan daba al mundo sometido al juicio de Dios.